# عبوس

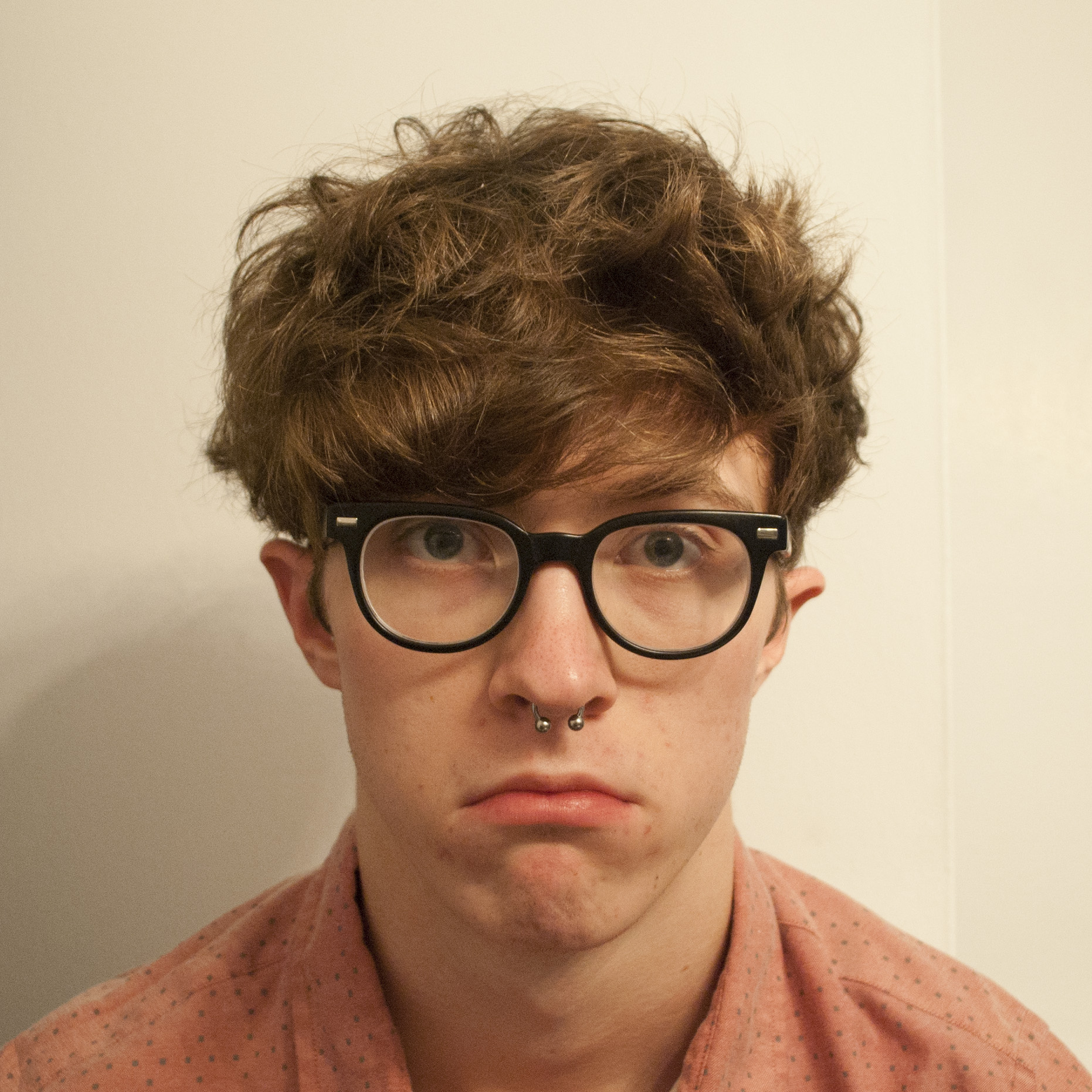

العبوس (معروف أيضا بـ التجهم) هو تعبير وجهي يتم فيه الجمع بين الحاجبين، تكون الجبهة فيه مُجعدة، يُشير عادة إلى عدم الرضا، الحزن، القلق، وأقل من الغالب يُعبر عن الارتباك أو التركيز. يختلف ظهور العبوس حسب الثقافة. تُعرّفها معظم التعريفات الفنية على أنها تجاعيد الحاجب، إلا أنه يُعتقد في أمريكا الشمالية أنها تعبير يظهر عن طريق الفم. في تلك الحالات عند استخدامها بشكل أيقوني، كما هو الحال عندما يتم تقديمها على شكل تعبيرات تصويرية، يتم تقديمها بالكامل بواسطة انحناء الشفاه الذي يشكّل منحنى ا مفتوحًا للأسفل. يشار أيضًا إلى تعبير الفم في العبارة الإنجليزية العامية «اقلب هذا العبوس رأسًا على عقب» مما يشير إلى التغيير من الحزن إلى السعادة.

## الوصف
وصف تشارلز داروين الفعل الأساسي للعبوس على أنه تجعيد الحاجب الذي يؤدي إلى ارتفاع في الشفة العليا وقلب جوانب الفم. في حين يختلف مظهر العبوس من ثقافة إلى ثقافة، يبدو أن هناك توجه عالمي إلى الاعتراف بأن العبوس هو تعبير وجهي يدل على السلبية. في الواقع، يتم الاعتراف على نطاق واسع بأن العبوس هو عنصر أساسي للغضب أو الاشمئزاز، هو تعبير عالمي يسهل تمييزه عبر الثقافات. تشير هذه العالمية إلى صفة تكيفية مشتركة اتجاه العبوس مما يسمح بالتواصل الاجتماعي للحالات العاطفية السلبية.
اقترح سكوت فولمان أولاً استخدام النقطتين مع الأقواس اليسرى لتمثيل وجه عبوس على الإنترنت وبعدها أصبح من التعبيرات التصويرية (emoticon) المشهورة. في هذا النموذج، يتم تقديم التجهم بالكامل على أنه شفاه منحنية موجَه بعيدًا عن العينين. على وجه التحديد، فإن التجهم الذي يشتمل على تجعَد الحاجب هو رد فعل للعقبات التي تقف أمام تحقيق الأهداف، بينما يعكس التجهم الذي ينطوي على حركة الخدين رد فعل غير سارة. كما  يمكن للابتسام وحده أن يجعل المرء يشعر بالتحسن، فإن العبوس قد يجعل المرء يشعر بسوء.في دراسة علمية، قام المشاركون الذين رسموا على وجوههم تعبير عابس بوصف الصور التي عُرضت عليهم بأنها غير سارة أكثر من المشاركين الذين شاهدوا الصور بتعبير محايد للوجه. في اختبار مشابه، أبلغ المشاركون عن غضب متزايد من تعبير العبوس المفروض عليهم، وصنفوا أيضًا رسومًا كرتونية رأوها أقل مضحكة من المشاركين ذوي الابتسامة.